# Luperosoma
Luperosoma is een geslacht van kevers uit de familie bladkevers (Chrysomelidae).
De wetenschappelijke naam van het geslacht werd in 1891 gepubliceerd door Martin Jacoby.

## Soorten
- Luperosoma amplicorne (Baly, 1886)
- Luperosoma atlanta (Bechyne, 1956)
- Luperosoma bechynei (Blake, 1966)
- Luperosoma koepckei (Bechyne & Bechyne, 1962)
- Luperosoma latifrons (Bechyne, 1958)
- Luperosoma marginatum Jacoby, 1891
- Luperosoma nigricolle Blake, 1966
- Luperosoma nigrum Blake, 1958
- Luperosoma parallelum (Horn, 1893)
- Luperosoma parvulum (Jacoby, 1888)
- Luperosoma schwarzi (Horn, 1896)
- Luperosoma subsuleatum (Horn, 1893)
- Luperosoma vittatum Blake, 1966